# كيري ماكارثي
كيري جيليان ماكارثي (بالإنجليزية: Kerry McCarthy) (المولودة في 26 مارس 1965) هي سياسية بريطانية وأحد أعضاء حزب العمال التي كانت سابقًا عضوة في البرلمان (MP) عن دائرة شرق بريستول منذ عام 2005.

## فترة الطفولة
ولدت ماكارثي في لوتن لأب يدعى أوليفر هاغني وأم تدعى شيلا ريكس. والتحقت بـ مدرسة دنبي الثانوية التحقت بعدها بكلية النموذج السادس بلوتن. ثم التحقت ماكارثي بـ جامعة ليفربول وأتيحت لها الفرصة هناك لمطالعة الدراسات الروسية، وبعدها درست القانون بمعهد مدينة لندن للعلوم التطبيقية. بدأت ماكارثي في الإعداد للحصول على شهادة الدكتوراه وكان موضوع دراستها البحث في صلات حزب العمال بـ المدينة في كلية جولدسميث، برغم من أنها لم تتمكن من إكمالها.
وعملت ماكارثي كمستشارة في لوتن ولفترة قصيرة من الوقت تطوعت للعمل في قسم الشؤون القانونية بحزب العمال. كذلك، كانت عضوة في منتدى السياسة الوطنية بحزب العمال. وأصبحت محامية مؤهلة.

## حياتها المهنية كبرلمانية
في عام 2005، اختيرت ماكارثي كمرشحة عن حزب العمال عن دائرة شرق بريستول من خلال نظام القائمة المختصرة لكافة النساء. واستمر ترشيحها، إلى أن تم انتخابها في الانتخابات العامة لعام 2005.
عُينت ماكارثي عضوة في لجنة اختيار الخزانة، وكانت ضمن المشاركين في إجراء تحريات اللجنة عن الشمول المالي، والعولمة ودور صندوق النقد الدولي، وإدارة نظام الائتمانات الضريبية. وشاركت كذلك في لجنتن للسندات المالية، فضلًا عن لجنة مشروع قانون بوردز بالمملكة المتحدة، ولجنة مشروع قانون إدارة شؤون الجانحين، ولجنة مشروع قانون الصحة العقلية. وتم وصفها بأنها موالية لـ جوردن براون مشيرةً في 2005 إلى أن «الميزانيات التسع المسؤول عنها المستشار كانت حجر الأساس لكل الإنجازات التي حققناها داخل الحكومة».
في أبريل 2007، تم تعيين ماكارثي كـ سكرتير برلماني خاص (PPS) لـ روزي ينترتون، وزيرة الخدمات الصحية، وساعدتها في تمرير مشروع قانون الصحة العقلية عن طريق مجلس العموم. وفي الفترة من يوليو 2007 وحتى يناير 2009، عملت كسكرتير برلماني خاص لـ دوجلاس ألكسندر، وزير الدولة للتنمية الدولية، قبل أن يتم تعيينها كـ مسؤولة في حزب سياسي جديد في يونيو 2009.
وتولت كذلك رئاسة المجموعة الجنوبية الغربية لنواب حزب العمال، وعملت كأمينة المجموعة البرلمانية لكافة الأحزاب بـ صوماليلاند، وعضو في منتدى السياسة الوطنية التابع لحزب العمال، ورئيسة الاتصالات الخاصة بحملة إنهاء فقر الأطفال الجارية بين نواب حزب العمال في البرلمان. ولم تصوت ضد اتجاه الحزب منذ مارس 2007.
أعيد انتخاب ماكارثي في الانتخابات العامة لعام 2010، بأغلبية تقل بنسبة أكثر من النصف. وعينت وزيرة ظل مؤقتة للعمل والمعاشات التقاعدية حتى أكتوبر 2010 عندما تم تعيينها وزيرة ظل بالخزانة. McCarthy had supported Ed Balls' unsuccessful bid to become Labour leader.
ويعتقد أنها البرلمانية الأولى التي تلقي خطابًا في البرلمان باستخدام جهاز الآي باد.
وفي الاحتفال بـ اليوم العالمي للنباتيين في نوفمبر 2011، أصبحت ماكارثي البرلمانية الأولى التي تطرح قضية أن تصبح نباتيًا داخل البرلمان.
في 5 يونيو 2013، طعنت ماكارثي في قضية ديفرا والخاصة بـ قتل حيوان الغرير خلال المناقشة الخاصة بيوم المعارضة، مستشهدةً بالأدلة العلمية على القوى المعارضة المضادة والقوية الخاصة بعمليات القتل التي تتم في ويست كانتري.

## الاختلافات
في مايو 2009، دفعت ماكارثي مبلغ 402 جنيه للحصول على سرير ثانٍ تطالب أن يكون في إطار مصروفات شقتها ذات حجرة النوم الواحدة. ولكنها أشارت إلى أن هذا المطلب قد ورد بالخطأ.
في أكتوبر 2010، اعترفت ماكارثي بارتكابها تهمة تزوير الانتخابات، وقبلت قرار احتراز الشرطة بالكشف عن عدد الأصوات البريدية التي تم الإدلاء بها في دائرتها الانتخابية خلال انتخابات 2010 من على حسابها في تويتر. McCarthy apologised for her actions.
في مايو 2012، قامت ماكارثي بسب راكب قطار واصفةً إياه بأنه «أحمق يشرب الخمر» واقترحت أنه ينبغي «قتله قبل أن يتمكن من التزاوج وإنشاء ذرية» وذلك في تعليقات أدلت بها في حسابها على تويتر الذي يزيد عن 13000 متابع.

## حياتها الشخصية
تعد ماكارثي شخصًا نباتيًا، وقد أجرت محادثات حول هذا الموضوع كما أنها كانت مقدمة للجوائز السنوية التي توفرها جمعية فيجان لعام 2005. وقضت فترات من حياتها في بريستول ولندن كما أنها تمتلك عقارات خاصة بها في لوتن.

## وصلات خارجية
- Kerry McCarthy's blog
- Kerry McCarthy on تويتر